# اچ‌ام‌اس اسپویر (۱۷۹۷)
اچ‌ام‌اس اسپویر (به انگلیسی: HMS Espoir) یک کشتی بود که به مدت ۹ سال و نیم در نیروی دریایی فرانسه خدمت کرد. این کشتی در سال ۱۷۸۸ ساخته شد و در سال ۱۸۰۴ فروخته شد.